# Осликовский, Николай Сергеевич
Николай Сергеевич Осликовский (12 (25) сентября 1900 года, посёлок Летичев, Подольская губерния, ныне Летичевский район, Хмельницкая область, Украина — 8 октября 1971 года, Москва) — советский военный деятель, Гвардии генерал-лейтенант (13 ноября 1943 года). Герой Советского Союза (29 мая 1945 года).

## Начальная биография
Родился 12 (25) сентября 1900 года в посёлке Летичев в семье служащего.
Окончил гимназию.

## Военная служба

### Гражданская война
В марте 1918 года в селе Мазники Осликовский организовал Летичевский партизанский отряд, в котором командовал взводом, а с апреля командовал конным партизанским отрядом в городе Проскуров. Попав при разгроме отряда в плен к атаману Волынцу в декабре 1918 года, Осликовский через три дня бежал, выпрыгнув со второго этажа дома.
В 1919 году вступил в ряды РКП(б). В марте того же года вступил в ряды РККА и в апреле был назначен на должность командира эскадрона и адъютанта дивизиона Правобережной группы войск 12-й армии, в сентябре — на должность адъютанта кавалерийского дивизиона бригады Павлова, в марте 1920 года — на должность командира конного отряда 137-й стрелковой бригады, а в декабре — на должность коменданта штаба этой же бригады. Принимал участие в боевых действиях на Южном фронте против войск под командованием генералов А. И. Деникина и П. Н. Врангеля.

### Межвоенное время
В январе 1921 года Осликовский был назначен на должность председателя комиссии при отправлении демобилизованных 4-й армии. В апреле того же года направлен на учёбу в Высшую повторную школу комсостава Харьковского военного округа, после окончания которой с мая 1922 года исполнял должность командира эскадрона на Киевских и Симферопольских кавалерийских курсах.
С ноября 1923 года служил в 3-й кавалерийской дивизии на должностях командира эскадрона 17-го кавалерийского полка, командира отдельного запасного эскадрона дивизии, а с ноября 1926 года — на должностях начальника полковых школ 14-го и 16-го кавалерийских полков.
В 1928 году окончил кавалерийские курсы усовершенствования командного состава в Новочеркасске.
В ноябре 1929 года был назначен на должность командира 53-го отдельного запасного эскадрона, затем — на должность начальника штаба 49-го кавалерийского полка (9-я кавалерийская дивизия), в ноябре 1933 года — на должность командира 13-го кавалерийского полка (3-я кавалерийская дивизия), а в декабре 1937 года — на должность преподавателя тактики Киевского артиллерийского училища.
3 июля 1938 года полковник Н. С. Осликовский был уволен в запас по статье 43, пункт «б», то есть в аттестационном порядке «по служебному несоответствию». Аресту в годы массовых репрессий не подвергался. Только 7 января 1941 года был вновь призван в РККА
В начале 1941 года был назначен на должность помощника командира 9-й кавалерийской дивизии в составе Одесского военного округа.

### Великая Отечественная война
С началом войны Осликовский находился на той же должности, а в августе 1941 года был назначен на должность командира 9-й кавалерийской дивизии в составе Юго-Западного фронта. В сентябре за мужество и героизм в оборонительных боях дивизия под командованием Осликовского была преобразована во 2-ю гвардейскую.
В июне 1942 года направлен на учёбу на высшие академические курсы при Высшей военной академии имени К. Е. Ворошилова, после окончания которых в ноябре был назначен на должность заместителя командира 1-го гвардейского кавалерийского корпуса. В декабре того же года был назначен на должность командира 3-го гвардейского кавалерийского корпуса, который принимал участие в ходе Ростовской и Смоленской наступательных операций. В ходе последней Осликовский командовал конно-механизированной группой в составе 2-го гвардейского танкового и 3-го гвардейского кавалерийского корпусов. Группа, войдя в прорыв в районе города Ельня, перерезала магистраль Смоленск — Рославль и, обходя Смоленск с юга, вышла к реке Мерея в районе Ленино — Баево. Во время Белорусской наступательной операции группа под командованием Осликовского была введена в прорыв в районе Богушевское, после чего действовала в тылу противника, форсировала реку Березина в районе Студенка и в ходе наступления освободила города Молодечно, Лида и Гродно.
В первой половине 1945 года Н. С. Осликовский принимал участие в Млавско-Эльбингской, Восточно-Померанской и Берлинской наступательных операциях. В их ходе отличился при взятии городов Алленштайн (ныне — Ольштын; к тридцатилетию освобождения города там был открыт бюст генерала Осликовского с надписью: «Генерал-лейтенант Николай Осликовский, командир 3-го корпуса кавалерии гвардии Армии Советской, освободитель Ольштына. 22.01.1945 г.», его именем была названа одна из улиц города, присвоено звание почетного гражданина Ольштына, он также был награжден польским орденом «Виртути милитари»), Хойнице, Нойштеттин, Виттенберге и других.
Указом Президиума Верховного Совета СССР от 29 мая 1945 года за образцовое выполнение боевых заданий командования на фронте борьбы с немецко-фашистскими захватчиками и проявленные при этом мужество и героизм, гвардии генерал-лейтенанту Николаю Сергеевичу Осликовскому присвоено звание Героя Советского Союза с вручением ордена Ленина и медали «Золотая Звезда» (№ 5545).

### Послевоенная карьера
После окончания войны Осликовский продолжил командовать 3-м гвардейским кавалерийским корпусом в составе Львовского военного округа.
В июне 1946 года корпус был преобразован в 3-ю отдельную гвардейскую кавалерийскую дивизию, а Осликовский был назначен её командиром. Однако на этих постах вступил в конфликт с командующим округом генералом армии А. И. Ерёменко, обвинившим Осликовского в неблаговидных и даже прямо в преступных действиях (присвоение и разбазаривание трофейного и государственного имущества, использование труда немецких военнопленных в личных целях, необоснованное представление ряда лиц к государственным наградам и т. д.). В конце августа 1946 года Н. С. Осликовский был отстранён от занимаемой должности, после чего находился в распоряжении главнокомандующего Сухопутными войсками и в его отношении прокуратурой было возбуждено уголовное дело, позднее прекращённое под влиянием С. М. Будённого.
В июле 1947 года назначен на должность начальника Высшей Краснознамённой офицерской кавалерийской школы имени С. М. Будённого. Судья всесоюзной категории по конному спорту (1949).
Генерал-лейтенант Н. С. Осликовский в апреле 1953 года был уволен в запас. Жил в Москве, работал военным консультантом на Мосфильме, Киностудии имени Довженко, Киностудии имени Горького и других. Консультировал фильмы «А зори здесь тихие», «Война и мир», «Тихий Дон», «Бег», «Неуловимые мстители», «Новые приключения неуловимых», «Пароль не нужен», «Сказка о Мальчише-Кибальчише», «Жажда», «Жеребёнок» и другие.
Умер 8 октября 1971 года в Москве. Похоронен на Новодевичьем кладбище (участок 7).

## Воинские звания
- Полковник — 24 декабря 1935;
- Генерал-майор — 2 января 1942;
- Генерал-лейтенант — 13 ноября 1943.

## Награды
- Медаль «Золотая Звезда» Героя Советского Союза (29.05.1945);
- Два ордена Ленина (21.02.1945[7], 29.05.1945);
- Три ордена Красного Знамени (2.08.1941, 3.11.1944[7], 15.11.1950[7]);
- Ордена Суворова I (10.04.1945) и II степеней (26.07.1944);
- Орден Кутузова II степени (28.09.1943);
- Орден Отечественной войны I степени (01.04.1943);
- Два ордена Красной Звезды (август 1938, 28.10.1967);
- Медали[8].

Иностранные награды
- Командор Ордена Британской Империи Великобритания (1944)[9];
- Командор ордена «Легион почёта» (США);
- Кавалер рыцарского ордена «Виртути Милитари» (Польша, 1945);
- Крест Храбрых (ПНР, 19.12.1968[10])

## Почётный гражданин
- Почетный гражданин города Ольштын (Польша) и Почётный гражданин Гродно[11] (Гродно, Белоруссия).

## Память
- Именем генерала Н. С. Осликовского названы улицы в городах Гродно[12][13], и Лида (Гродненская область, Белоруссия), в городе Ожерелье (Московская область) и в пгт Летичев (Хмельницкая область).
- В городе Ольштын (Польша) Н. С. Осликовскому был установлен памятник.